# Нижний Калгукан 1-й
Нижний Калгукан 1-й — село в Калганском районе Забайкальского края, входящее в состав сельского поселения «Нижне-Калгуканское».

## География
Село находится в южной части района на расстоянии примерно 19 километров по прямой на юг от села Калга.
Климат
Климат характеризуется как резко континентальный. Средняя температура самого холодного месяца (января) составляет −26 — −28°С, температура самого тёплого (июля) — 18 — 20°С. Среднегодовое количество атмосферных осадков составляет 350—500 мм.

## Население
| 2021 |
| ---- |
| 0    |

## История
Решение о создании нового села было принято Законом Читинской края от 25 декабря 2013 года. 
Распоряжением Правительства России от 11 апреля 2015 года N 636-р, соответственно новообразованному сёлу было присвоено наименование Нижний Калгукан 1-й. 